# Andrew Allen
Andrew Michael Allen (4. srpna 1955 Philadelphia, Spojené státy) je americký vojenský letec a kosmonaut, který byl třikrát na palubě raketoplánu ve vesmíru.

## Životopis
Je absolvent Villanova University, studium zde ukončil v roce 1977. Pak nastoupil k námořní pěchotě, kde se po absolvování letecké školy stal vojenským pilotem na F-4 a F/A 18 a v roce 1987 ukončil dokonce vojenskou školu zkušebních letců (US Navy Test Pilot School, Patuxent River, MD). Potom, v srpnu 1987, nastoupil k NASA, do Johnsonova vesmírného střediska v Houstonu, a zahájil astronautický výcvik. Od srpna 1988 byl zařazen do jednotky astronautů jako letový specialista. V období let 1992 až 1996 absolvoval třikrát let na oběžnou dráhu Země. Strávil zde 37 dní a stal se 276 kosmonautem světa.
Je ženatý, má tři děti.

## Lety do vesmíru
Poprvé letěl v létě 1992 v raketoplánu Atlantis. Jednalo se o misi STS-46, dle COSPAR 1992-049A, na palubě bylo 7 členů posádky a dvě družice, evropská Eureca a italské TSS-1. Start i cíl byl na Floridě, na kosmodromu Mysu Canaveral (USA, stát Florida)
Druhý let absolvoval o dva roky později, na jaře roku 1994, tentokrát v raketoplánu Columbia. Čtrnáctidenní mise s označením STS-64 byla katalogizována v COSPAR 1994-015A. I tentokrát byl start i cíl na Floridě. Na palubě byla pětičlenná posádka, která se věnovala práci na vědeckém zařízení USMP-2 vč.12 krys.
Také třetí let byl v raketoplánu Columbia, Allen byl jeho velitelem. Posádka byla sedmičlenná, mezinárodní. Jednalo se o misi STS-75, dle COSPAR 1996-012A, uskutečněnou na konci února 1996.
Na palubě měli vědeckou jednotku USMP-3 a italskou družici TSS-1R, která se však z vlečeného lana utrhla. Přistáli tam, kde startovali, na Floridě.
- STS-46 Atlantis, start 29. červenec 1992 , přistání 7. srpen 1992
- STS-62 Columbia, start 4. březen 1994, přistání 18. březen 1994
- STS-75 Columbia, start 22. února 1996, přistání 9. březen 1996